# Mohammad Nikunahad Hosejni
Mohammad Nikunahad Hosejni (pers. محمد نیکو نهاد حسینی; ur. 23 sierpnia 1974) – irański zapaśnik w stylu klasycznym.  
Brązowy medal na mistrzostwach Azji w 1999 i dziewiąte miejsce w 2001 roku.